# Gavkhouni
Gavkhouni (Persiano: Gāwxuni گاوخونی) scritto anche come Gawkhuni o Batlaq-e-Gavkhuni, è sito nel centro Iran, a est di Esfahan, al termine del fiume Zaiandè. La Gavkhooni è una palude salata con una salinità del 315 ‰ e una profondità media di circa 1 metro. La palude può asciugare in estate. Il fiume Zaiandè nasce nei monti Zagros e viaggia a per circa 300 km, prima di terminare nella Gavkhooni.
Gavkhooni riceve l'inquinamento da Esfahan e da altre fonti urbane. Esfahan è una grande città-oasi con una popolazione di oltre 1,5 milioni di abitanti.
Le paludi sono stati designate come sito Ramsar nel 1975.